# Fenomenología (física de partículas)
La fenomenología de física de partículas es la parte teórica de la física de partículas que se ocupa de la aplicación de la teoría a experimentos físicos de partículas de alta energía. Para con el modelo estándar, la fenomenología es el cálculo de predicciones detalladas para experimentos, normalmente de alta precisión (por ejemplo, esto incluye correcciones radioactivas). Más allá del modelo estándar, la fenomenología estudia las consecuencias experimentales de nuevos modelos: cómo pueden buscarse nuevas partículas, cómo pueden medirse sus parámetros y cómo puede distinguirse el modelo de otros modelos que compitan con él. La fenomenología puede entenderse en cierto modo como una manera de tender un puente entre el raro mundo de las teorías físicas, que es muy matemático (como las teorías cuánticas de campo y las teorías de la estructura del espacio-tiempo), y la física experimental de partículas.

## Algunos ejemplos
- La simulación de Monte Carlo estudia los procesos físicos de los colisionadores.
- Cálculos de orden cercanos de los ratios de producción de partículas y distribuciones.
- Extracción de las funciones de distribución de partón partiendo de datos.
- Aplicación de una teoría efectiva de campos de quark pesados para extraer los elementos de la matriz CKM.
- Usar QCD reticular para extraer las masas de los quarks y los elementos de la matriz CKM a partir de experimentos.
- «Análisis fenomenológicos» en el cual se estudian las consecuencias experimentales de añadir el paquete más general de los efectos más allá del modelo estándar en un sector dado del modelo estándar, normalmente parametrizado en términos de acoplamientos anómalos y operadores de altas dimensiones. En este caso el término «fenomenológico» está usándose en el sentido de la filosofía de la ciencia.